# گوردون باینایی
گوردون باینایی (انگلیسی: Gordon Bajnai؛ زادهٔ ۵ مارس ۱۹۶۸) یک سیاست‌مدار اهل مجارستان است.